# Jack Granatstein
Jack Lawrence Granatstein (21 mai 1939, à Toronto) est un historien canadien spécialisé dans les domaines politiques et militaires.

## Biographie
Né à Toronto en Ontario, dans une famille juive,, il obtient son baccalauréat universitaire au Collège militaire royal du Canada en 1961, sa maîtrise à l'Université de Toronto en 1962 et son doctorat à l'Université Duke en 1966.
Il est membre des Forces armées canadiennes de 1956 à 1966 et il enseigne à l'Université York de Toronto de 1966 à 1996 où il occupe les fonctions de professeur émérite distingué en histoire.
De 1998 à 2001, il dirige le Musée canadien de la guerre. Partisan d'une politique étrangère pro-américaine et sceptique face au multiculturalisme, il décrie la décision du gouvernement Chrétien de ne pas participer à la guerre d'Irak, rédigeant un ouvrage sur le sujet en 2007. Il critique le mouvement souverainiste du Québec, associant le Parti québécois au nazisme et agitant la menace d'une guerre civile dans l'éventualité de la sécession du Québec. Il a publié plus de soixante ouvrages historiques.
En 2004, il anime la commémoration du jour J sur Radio-Canada. En 2005, il assiste l'animateur Peter Mansbridge lors des célébrations du jour de la victoire en Europe.
Créée en 2011, la revue semestrielle canadienne The Dorchester Review publie ses articles liés à l'histoire et la politique.

## Granatstein et laguerre des historiens
Polémiste et fervent partisan de l'histoire narrative traditionnelle qu'il défend avec ardeur lors de  conférences, dans ses livres, la presse écrite et les médias audiovisuels, J. L. Granatstein publie en ce sens son ouvrage peut-être le plus connu : Who Killed Canadian History? (« Qui a assassiné l'histoire du Canada ? »),. Il y exprime son inquiétude devant l'ignorance généralisée de l'histoire parmi les étudiants et face à une nouvelle génération d'historiens sociaux qu'il accuse des distorsions historiques dont il se plaint. Il écrit à propos d'une guerre idéologique qui ferait rage au sein des facultés d'histoire :
« Alors que les vieux mâles blancs unifiaient leurs forces dans la contre-offensive, la guerre qui en découla se traduisit par de lourdes victimes, beaucoup d'effusions de sang et de vastes pertes de temps et d'énergie. Les historiens politiques avaient la conviction que le récit avait toute son importance, la chronologie toute sa place et que l'étude du passé ne saurait faire l'impasse sur la personnalité des dirigeants ni la nature des nations placées sous leur coupe. Les historiens sociaux voyaient peu d'intérêt peu dans l'histoire des « élites » et presque aucun dans l'histoire politique, sauf pour dénoncer la répression des gouvernements et des affaires du Canada... Il fallait un coupable. Le Canada s'était rendu coupable de génocide contre les Indiens, de bombardement contre l'Allemagne, de viol écologique du paysage, etc. Leur but était d'utiliser l'histoire, ou l'interprétation que les sociaux en avaient, pour guérir les hommes blancs de leur sentiment de supériorité. ».

-- J. L. Granatstein, Who Killed Canadian History? (1998), p. 59

## Publications
- Who Killed Canadian History?, 1998
- Yankee Go Home?
- Victory 1945
- Whose War Is It?, 2007

## Honneurs
- Honoré par l'Université Western Ontario, l'Université de Calgary et l'Université memorial de Terre-Neuve.
- Doctorat honorifique en lettres à l'Université de Niagara (2004)
- Médaille J. B. Tyrrell (1992)
- Médaille de l'Université de la Colombie-Britannique en biographies canadiennes
- Membre de la Société royale du Canada
- Ordre du Canada
- Prix J.W. Dafoe
- Prix Vimy (1996)